# James Baxendale (cầu thủ bóng đá, sinh trước năm 1900)
James Baxendale là một cầu thủ bóng đá người Anh thi đấu ở Football League cho Blackpool, câu lạc bộ duy nhất được biết đến của ông. Ông có 11 lần ra sân ở giải vô địch ở mùa giải 1900–01.